# Мокротин (ґміна)
Ґміна Мокротин — колишня (1934–1939 рр.) сільська ґміна Жовківського повіту Львівського воєводства Польської республіки. Центром ґміни було село Мокротин.
Ґміну Мокротин було утворено 1 серпня 1934 р. у межах адміністративної реформи в II Речі Посполитій із дотогочасних сільських ґмін: Мацошин, Мокротин, Мокротин Колонія, Поляни, Скварява Нова, Скварява Стара, Сопошин, Візенберґ.